# Симакова, Анфисья Абрамовна
 Анфисья Абрамовна Симакова (Симакова) (1924 — 2007) — советский передовик производства в сельском хозяйстве. Герой Социалистического Труда (1949).

## Биография
Родилась 8 сентября 1924 года в деревне Перхачёво, Приморского района Архангельской области в крестьянской семье.    
С 1939 года после окончания семи классов средней школы, начала трудовую деятельность в колхозе имени XVII съезда ВКП(б) Приморского района Архангельской области. С 1945 года работала дояркой на молочнотоварной ферме колхоза. Неоднократно становилась участницей ВДНХ СССР. В 1948 году получила от 8 коров по 5495 килограммов молока с содержанием 200 килограммов молочного жира в среднем от коровы за год.
17 июня 1949 года Указом Президиума Верховного Совета СССР «за получение в 1948 году высокой продуктивности животноводства при выполнении колхозом обязательных поставок сельскохозяйственных продуктов и плана развития животноводства по всем видам скота» Анфисия Абрамовна Симакова была удостоена звания Героя Социалистического Труда с вручением Ордена Ленина и золотой медали «Серп и Молот».
В 1955 году после окончания Архангельской областной трёхгодичной сельскохозяйственной школы, была назначена на должность заведующей молочнотоварной фермой колхоза. С 1956 года была делегатом XX съезда КПСС. В марте 1958 года по семейным обстоятельствам переехала в посёлок Кегостров в  Архангельске, где до выхода на заслуженный отдых, работала на лесопильно-деревообрабатывающем комбинате.
Умерла 8 мая 2007 года, похоронена в Архангельске на Кегостровском кладбище.

## Награды
- Медаль «Серп и Молот» (17.06.1949)
- Два Ордена Ленина